# Queen Elizabeth II Coronation Medal

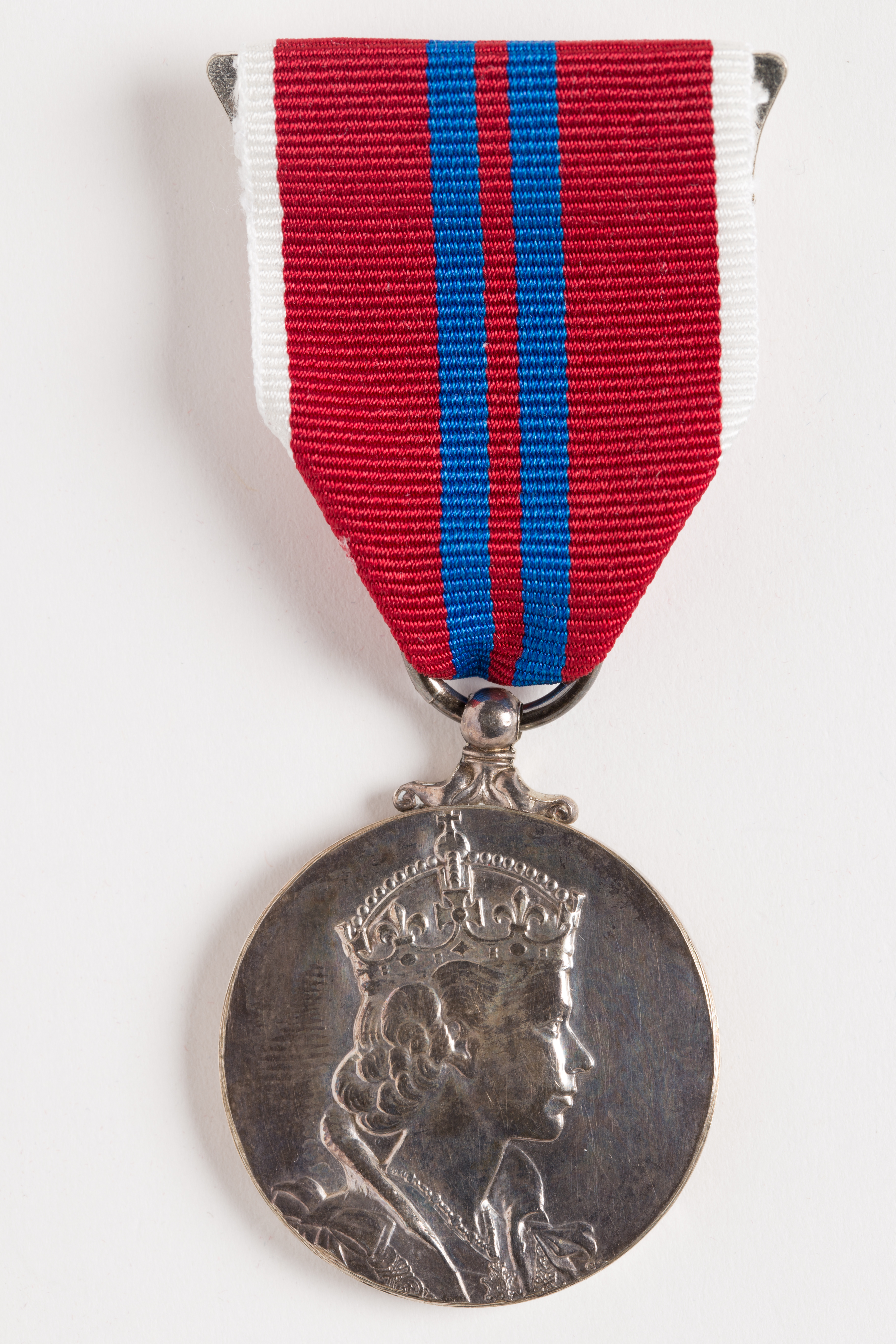
Vorderseite

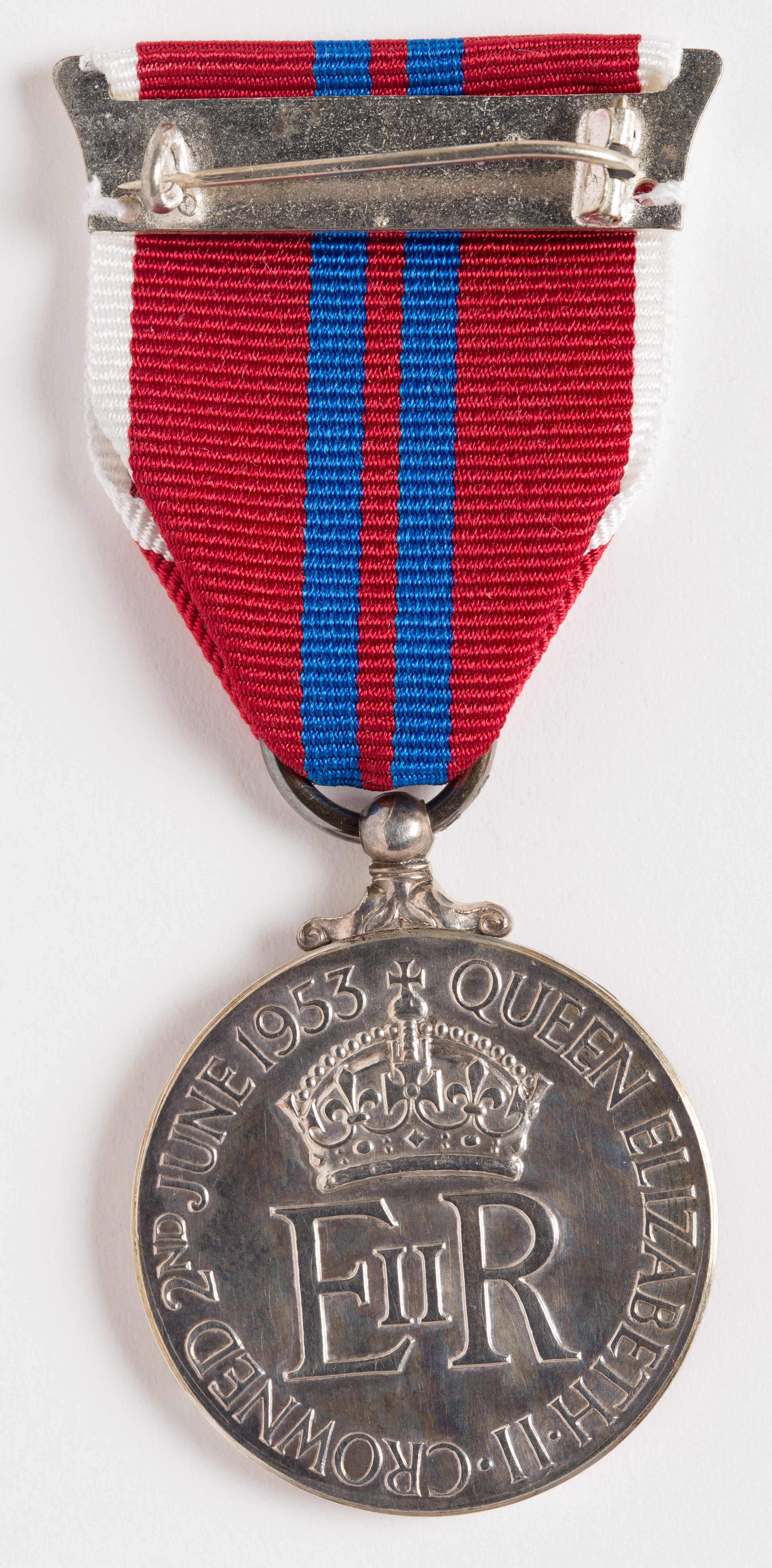
Rückseite

The Queen Elizabeth II Coronation Medal (französisch Médaille du couronnement de la Reine Élizabeth II) ist eine Gedenkmedaille, die anlässlich der Krönung von Queen Elizabeth II. am 2. Juni 1953 verliehen wurde.

## Verleihung
Diese Medaille wurde von der Königin als persönliches Andenken an Mitglieder der königlichen Familie, ausgewählte Staatsbeamte, Mitglieder des königlichen Haushalts, Regierungsbeamte, Bürgermeister, öffentliche Bedienstete, lokale Regierungsbeamte, Angehörige der Marine, Armee und Luftwaffe und der Polizei in Großbritannien, seinen Kolonien und Dominions verliehen. Sie wurde auch den Mitgliedern der Mount-Everest-Expedition verliehen, von denen zwei den Gipfel vier Tage vor der Krönung erreichten hatten. Sie wurde in der Royal Mint geprägt und unmittelbar nach der Krönung ausgegeben.
Bei Coronation and Jubilee medals war es bis 1977 Praxis, dass die Behörden im Vereinigten Königreich eine zu produzierende Gesamtzahl festlegten und dann jedem der Commonwealth-Länder und Kronbesitzungen und anderen Besitztümer der Krone einen Anteil zuwiesen. Die Verleihung der Medaillen lag dann im Ermessen der Regierung jedes Territoriums, die frei entscheiden konnte, wem eine Medaille verliehen werden sollte.
Insgesamt wurden 129.051 Medaillen verliehen, unter anderem:
- 11.561 für Australien
- 12.500 für Kanada[5]

## Beschreibung

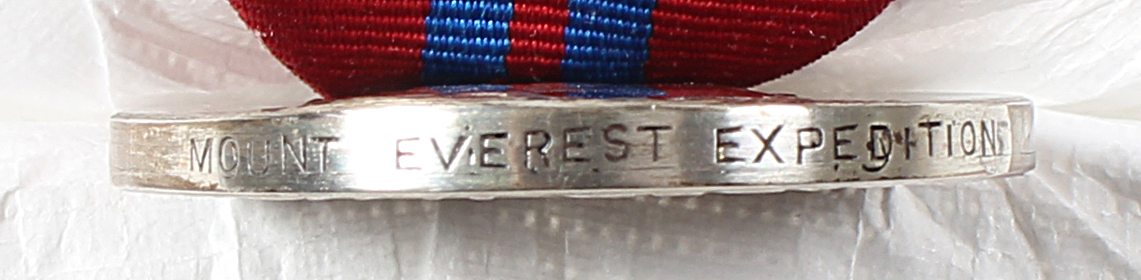
Medaille mit eingeprägtem Rand: Mount Everest Expedition

Die Queen Elizabeth II Coronation Medal ist eine silberne Scheibe mit einem Durchmesser von 1,25 Zoll. Die Vorderseite zeigt ein gekröntes Abbild von Königin Elizabeth II., das nach rechts zeigt. Sie trägt einen Hermelinmantel mit hohem Kragen, den Umhang des Hosenbandordens und dem Badge of the Bath. Es gibt keinen erhöhten Rand oder Umschrift.
Die Rückseite zeigt die königlichen Monograme E II R, welche von einer Tudorkrone überschattet sind. Die Umschrift lautet „QUEEN ELIZABETH II CROWNED 2nd June 1953“. Die Medaille wurde von Cecil Thomas entworfen.
Das dunkelrote Band ist 1 1⁄4 Zoll (32 mm) breit, mit 5⁄64 Zoll (2 mm) breiten weißen Rändern und zwei schmalen dunkelblauen Streifen in der Mitte, jeder 5⁄64 Zoll (2 mm) breit und mit einem Abstand von 1⁄16 Zoll (1,6 mm) zueinander.
Ladies, die mit der Queen Elizabeth II Coronation Medal ausgezeichnet wurden, können sie mit dem in Form einer Schleife gebundenen Band auf der linken Schulter tragen.
Die Medaillen wurden ohne Zuordnung ausgegeben, mit Ausnahme der 37, die an die britische Mount Everest Expedition vergeben wurden. Diese wurden auf dem Rand mit „MOUNT EVEREST EXPEDITION“ graviert.